# 洪世俊
洪世俊，字用章，號含初，直隸徽州府歙縣人。明朝政治人物。

## 生平
萬曆十九年（1591年）辛卯科應天鄉試第三十一名舉人，二十三年（1595年）乙未科會試第八十五名，廷試三甲第一百三十七名進士，吏部觀政，本年十二月授福建同安縣知縣，三十五年七月考选，擢礼部主事，力請福王之國。歷升禮部郎中，四十三年六月升任福建參政，四十六年十二月升本省按察使。光宗继位，泰昌元年（1620年）七月升陕西右布政使，红夷入寇，力保圭屿，儲火藥御之，寇不为患。天啓二年（1622年）四月轉山東左布政，平白莲教有功，三年三月升太常寺卿管少卿事，卒贈兵部右侍郎。

## 家族
曾祖洪宇。祖父洪瑺。父洪本。母张氏。严侍下。從弟洪輔聖（舉人）；洪文衡（吏部考功司主事）；洪佐聖（辛丑進士）；洪翼聖（丁酉经魁）。